# Kaufmann im Gesundheitswesen
Der Kaufmann im Gesundheitswesen ist in Deutschland ein staatlich anerkannter Ausbildungsberuf. Er wurde im Jahr 2001 eingeführt. Die zunehmende Spezialisierung der Verwaltung im Gesundheitswesen machte die Einführung dieses kaufmännischen Berufes notwendig. Die Ausbildung dauert 3 Jahre. Die Berufsbezeichnung lautet für Frauen Kauffrau im Gesundheitswesen. 
Im Jahr 2023 wurden in Deutschland 2.265 neue Ausbildungsverträge abgeschlossen. Auf der Rangliste der Ausbildungsberufe nach Neuabschlüssen in Deutschland steht der Ausbildungsberuf damit auf Rang 47.

## Einsatzbereiche
Krankenhäuser, stationäre/teilstationäre/ambulante Pflegeeinrichtungen, Vorsorge- und Rehabilitationseinrichtungen, Medizinische Dienste, Krankenkassen, ärztliche Organisationen und Verbände, ärztliche Gemeinschaftspraxen, Rettungsdienste und Verbände der freien Wohlfahrtspflege, Gesundheitsämter, Sanitätshäuser, Altenheime, Apotheken, Behindertenhilfe, Seniorenbüro, Altenhilfe/-pflege, MVZ, MDK, Versorgungsamt, Kassenärztliche Vereinigungen, Heilmittelanbieter, Abrechnungsdienstleister, Dozent (Berufsschule mit ADA-Schein) Zusatz R/K50

## Ausbildung
Der Kaufmann im Gesundheitswesen wird im System der dualen Ausbildung ausgebildet, das heißt, der Auszubildende lernt sowohl im Ausbildungsbetrieb als auch in der Berufsschule. Die Ausbildung dauert 3 Jahre, man kann jedoch die Abschlussprüfung auch ein halbes Jahr vorziehen sowie bereits im 2. Lehrjahr beginnen. Der Ausbildungsberuf stellt auch eine gute Chance zur Umschulung dar, z. B. für Krankenschwestern, Altenpfleger etc., und wird hierfür von Bildungsunternehmen und als Erstausbildung angeboten.
Die schulische Ausbildung ist in Lernfelder gegliedert, z. B. Geschäftsprozesse (Erfassung, Steuerung, Auswertung), Marktanalysen, Marketinginstrumente, Anbieten/Dokumentieren/Abrechnen von Dienstleistungen, Investitionsfinanzierung. Dazu kommen allgemein bildende Fächer wie Sozialkunde, Deutsch, Englisch und Sport. 
Die meisten Berufsschulen bieten eine Blockbeschulung an, d. h. man ist regelmäßig mindestens eine Woche am Stück in der Schule. Jede Woche ein Tag in der Schule ist in diesem Beruf eher selten, da nicht sehr viele Berufsschulen den Unterricht für Kaufleute im Gesundheitswesen anbieten, in Bayern beispielsweise nur sechs Schulen (Straubing, Erlangen, Bad Kissingen, München, Rosenheim und Günzburg).
In der betrieblichen Ausbildung durchläuft man im Betrieb verschiedene Abteilungen der Verwaltung, wie Personalabteilung, Buchhaltung, Wirtschaftsabteilung oder Abrechnung. Es gibt aber auch optionale Abteilungen wie Beschwerdemanagement oder Qualitätsmanagement.
Umschulungen und Erstausbildungen an staatlich anerkannten Ersatzschulen sind in der Regel in zeitlich sich abwechselnde Abschnitte theoretischer und praktischer Ausbildung gegliedert.
Am Ende der meist dreijährigen Ausbildung gibt es eine schriftliche und eine mündliche Abschlussprüfung. 
Die schriftliche Prüfung besteht aus drei Teilen. Der Teil 1.1 enthält offene Fragen, in den Teilen 1.2 bis 3 müssen geschlossene Fragen angekreuzt werden. 
In der mündlichen Prüfung werden zwei Themenbereiche vorgestellt. Danach hat man ungefähr eine viertel Stunde Zeit, eines der Themen zu bearbeiten. Nun hat man Fragen vom Prüfungsausschuss dazu zu beantworten. Das Prüfungskomitee besteht meist aus einem Fachlehrer und mehreren Personen aus dem Gesundheitsbereich, z. B. Krankenkasse, Krankenhaus, Pflege etc.

## Weiterbildungsmöglichkeiten
Nach Abschluss der Berufsausbildung können verschiedene Weiterbildungen zur fachlichen Spezialisierung sowie weiterführende/ergänzende Ausbildungsberufe und Studiengänge absolviert werden.
Fachliche Weiterbildungen und Spezialisierungen sind
- Kodierfachkraft/Case Management im Gesundheitswesen
- Medizincontrolling
- MVZ-Geschäftsführung
- Praxismanagement
- Qualitätsmanagement/Audit
- Gesundheits- und Sozialmanagement

Weiterführende Ausbildungs- und Studiengänge sind
- Fachwirt im Sozial- und Gesundheitswesen
- Staatlich geprüfter Betriebswirt Krankenhaus
- Staatlich geprüfter Fachwirt Sozialwesen
- Betriebswirt IHK